# ЗАЗ-965
ЗАЗ-965 «Запоро́жець» — перший серійний автомобіль, який випускався на Запорізькому автомобілебудівному заводі «Комунар». Позиціонувався як мікролітражний автомобіль.
Всього виготовлено 322 116 автомобілів.

## Історія

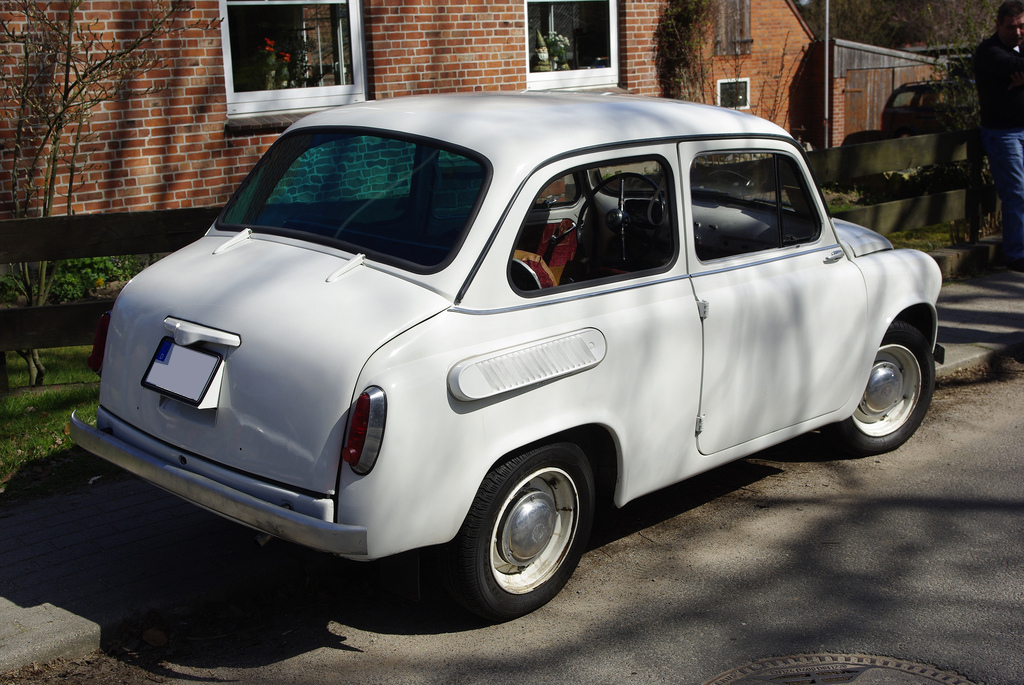
ЗАЗ-965А

У другій половині 1950-х років рівень життя населення СРСР зріс: збільшилися доходи, почалося масове будівництво житла, значно розширився асортимент і обсяги випуску товарів народного споживання. При цьому, основним видом індивідуального транспорту в країні залишався двоколісний — особисті автомобілі мали дуже невелике поширення навіть порівняно з Західною Європою, де в той час вже починалася масова автомобілізація. Безпосередня робота по створенню мікроавтомобілів розпочалась в 1955 році. Першими було збудовано на Ірбітському мотоциклетному заводі два дослідні автомобілі «Білка».

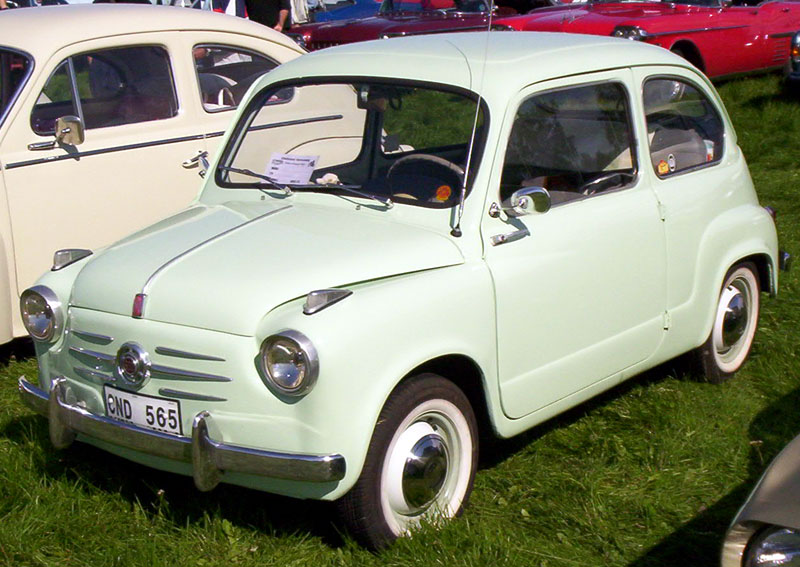
Fiat 600

Родоначальником майбутніх «Запоріжців» є розробка МЗМА «Москвич-444», проєктування якого почалося у 1956 році. До 1959 року зовнішній вигляд машини прийняв знайомі контури, а сам автомобіль почав іменуватися ЗАЗ-965. 1 жовтня 1960 року з конвейєра зійшов перший автомобіль ЗАЗ-965 «Запорожець», саме з цього дня почався серійний випуск цієї моделі автомобіля. Першу партію автомобілів завод зібрав 22 листопада і до кінця 1960 року випустив близько півтори тисячі «Запорожців».
Характерними особливостями ЗАЗ-965 були двері на задніх петлях, які відкривалися проти ходу руху автомобіля; розташовані на крилах (на рівні капота) підфарники; а також дворядне розташування вентиляційних отворів на повітрозабірниках. Крім того, на капоті, над номерним знаком, був додатковий прямокутний заґратований отвір для виведення повітря, що охолоджує двигун. На передку машини, на її багажнику, ставилася характерна емблема у вигляді зірки, а нижче неї, на передньому облицюванні, був напис українською мовою «Запорожець».
До установки на автомобіль, ще на етапі проєктування «Москвича-444» розглядалися і випробовувалися три варіанти двигуна. «НАМІ-В» — копія двигуна автомобіля Volkswagen Beetle (опозитний); «НАМІ-Г», основою для якого був двигун BMW для десантуючого всюдиходу (V-подібний); власна розробка ЗМА — двоциліндровий опозитний в основі якого лежав французький двигун для Citroen 2CV. Всі ці двигуни мали повітряне охолодження. Найкращі показники були в «НАМІ-В», а єдиним його недоліком була складність операції регулювання клапанів через опозитне розташування циліндрів: заважали колісні арки. Проте вибраний був «НАМІ-Г», не зважаючи на те, що він призначався для машини з переднім розташуванням двигуна і викликав певні компонувальні ускладнення. У нього була найважливіша перевага — він був готовий до виробництва. Варто відзначити, що спочатку призначений він був не для майбутнього ЗАЗ-965, а для армійської амфібії ТПК. Як наслідок, низка технічних рішень (розташований ззаду масляний радіатор, високе розташування трамблера, корпус з алюміній-магнієвого сплаву, полегшені блоки циліндрів) диктувалися основним замовником (тобто армією) і завдавали багато клопоту при цивільному використанні.
21 листопада 1960 року з'явилися перші власники автомобілів ЗАЗ-965 «Запорожець». Саме в цей день стартував продаж автівок цієї моделі. Перші  покупці «Запорожців» були звичайно ж, мешканці Запоріжжя. Трійцю автомобілей ЗАЗ-965 з номерами «00-01», «00-02 та «00-03» були придбані робітники автозаводу — робітник арматурного цеху Синьков, електрик ливарного цеху № 2  Дехтяренко та начальниця лабораторії того ж цеху Голубєва.
Практично одразу під час масовій експлуатації виявилися недоліки автомобіля (маленький об'єм багажника, високий рівень шуму двигуна, погана динаміка розгону, перегрів двигуна влітку, ускладнений запуск в мороз, тіснота в салоні,) тому вже весною 1961 року завод розпочав розробку нової моделі ЗАЗ-966 і в листопаді того ж року дослідний зразок був продемонстрований на ВДНГ. Водночас це не перешкодило модернізувати ЗАЗ-965 і випускати його до 1969 року, з яких останні три він випускався паралельно із ЗАЗ-966.
На початку 1962 року була проведена модернізація ЗАЗ-965 (без зміни позначення). Передні габаритні вогні перемістилися з верхньої частини крил під фари. Змінилися повітрозабірники на задніх крилах — замість двох рядів луврів став один більшої висоти. Змінився капот двигуна — замість двох груп луврів півколом, що огинають ліхтар підсвічування номерного знаку, з'явився прямокутний сітчастий отвір над ліхтарем. Також слід зазначити, що ранні ЗАЗ-965 не мали внутрішніх ручок дверей — замість них була засувка шпінгалетового типу і ремінна петля для закривання дверей.
У 1961 році роздрібна ціна ЗАЗ-965 становила 1800 карбованців.

## Конструкція
Довжина «Запорожця» 3330 мм, ширина 1395 мм, висота 1450 мм; база (відстань між осями коліс) 2023 мм. Маса спорядженого автомобіля становила 660 кг. Кузов ЗАЗ-965 закритий, суцільнометалевий, несного типу, 2-дверне купе. Двигун автомобіля знаходився ззаду, а багажник спереду. В багажнику розміщувались паливний бак об'ємом 30 л, запасне колесо, бачок склоомивача, блок запобіжників, а під підлогою багажника — акумуляторна батарея та бачок головного гальмівного циліндра. Також розмістити багаж можна було за спинкою заднього сидіння. Доступ до задніх сидінь здійснювався за рахунок відкидання передніх. Салон мав можливість трансформуватися для облаштування спальних місць.

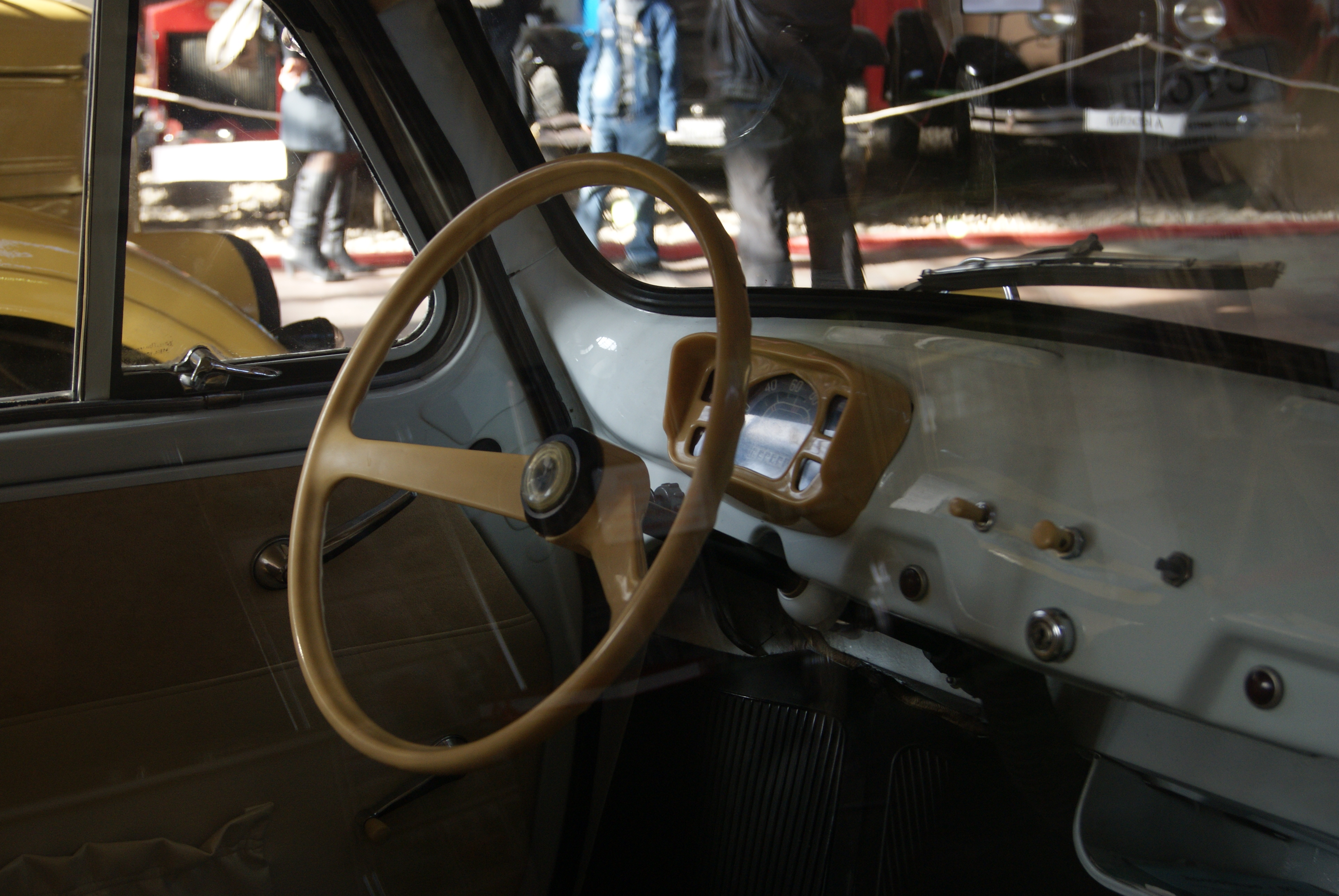
Салон ЗАЗ-965

Електрообладнання автомобіля було виконано по однопровідній схемі. Мінусова клема акумуляторної батареї ємністю 42 А/год. з'єднана з масою. Номінальна напруга в системі 12 в. Потужність генератора 160 Вт.
Обігрівач салону витрачав 0,25 л бензину на годину. Обігрівачем не рекомендувалось користуватись на стоянках більше 30 хв.
Машина приводилася в рух двигуном повітряного охолодження рідкісної конфігурації V4 з робочим об'ємом 746 см³ (модель МеМЗ-965) з розподільчим валом в розвалі блоку між головками циліндрів. Розташування — за задньою віссю. Частково використовувався алюмінієвий сплав, картер був з магнієвого сплаву. Потужність — 23 к.с.
Оригінальною особливістю автомобіля було консольне вивішування силового агрегату за три точки на картері трансмісії — двигун же сам по собі ніяких опор або точок кріплення до кузова не мав.
На моделі ЗАЗ-965А в 1962—1965 рр. встановлювався двигун МеМЗ-966, із збільшеним робочим об'ємом до 887 см³, що розвивав 27 к.с., а в 1966—1969 рр. — МеМЗ-966А з тим же робочим об'ємом, але вже в 30 к.с.
Базова модель виготовлялася в період з 1960 по 1964 роки, а модернізований ЗАЗ-965А — з 1962 по 1969 роки. На початок продажів ціна для населення становила 18000 карбованців на старому масштабі цін (до деномінації 1:10, проведеної в 1961 році).

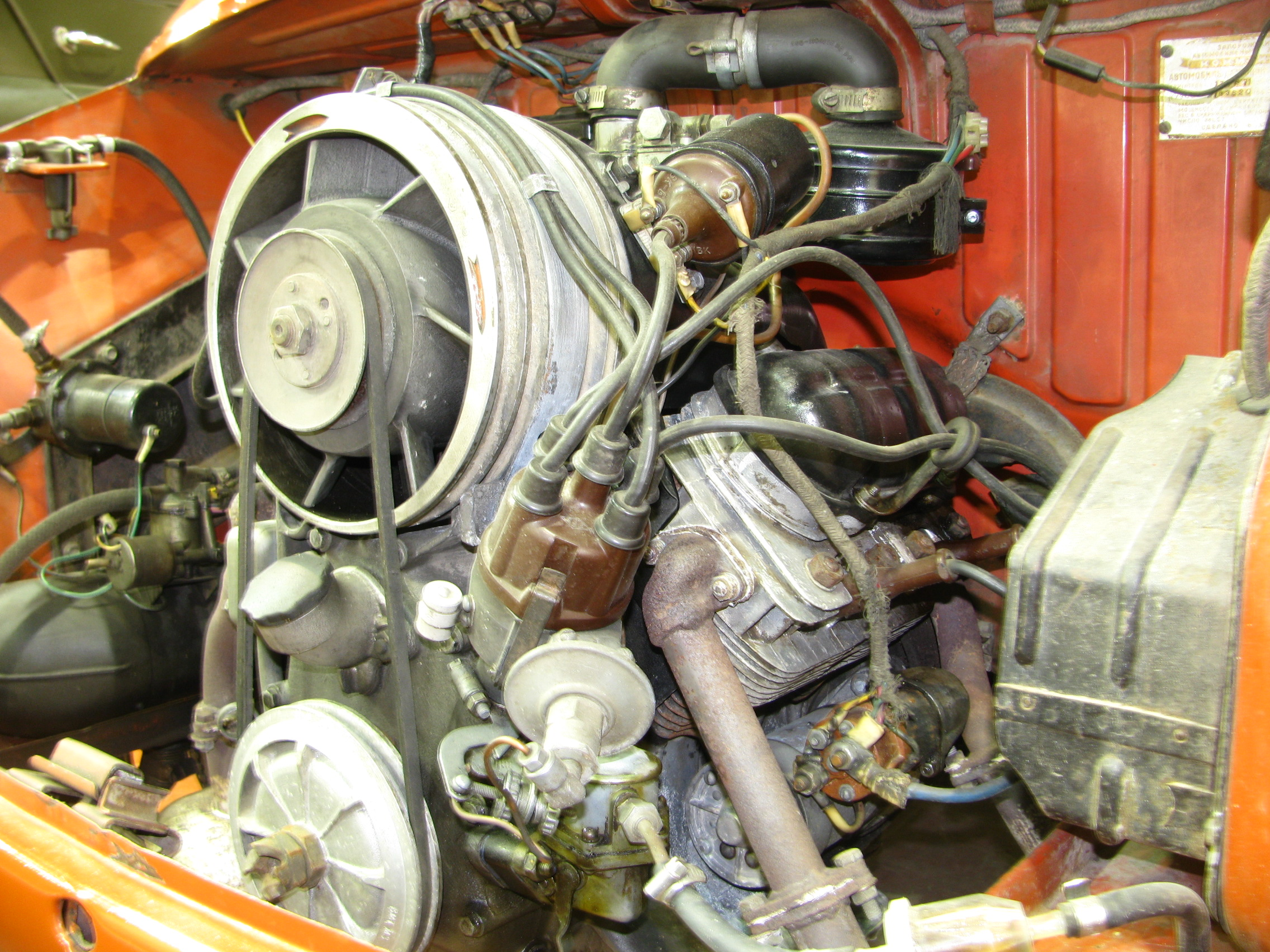
Двигун МеМЗ-965

Оскільки передбачалося, що радянським автовласникам доведеться обслуговувати автомобіль самостійно (і з урахуванням дефіциту запчастин), повітряне охолодження оцінювалось позитивно і здавалось досить практичним у суворих зимових умовах (при низьких температурах немає ризику замерзання охолоджувальної рідини на стоянці). Крім того, мала маса силового агрегату, його простота і розбірна конструкція (знімні циліндри) дозволяла відремонтувати автомобіль практично «в чистому полі».
Тим не менш, в цілому двигун виявився одним з головних недоліків автомобіля: його ресурс був порівняно невеликий через напружений температурний режим, тонкі стінки блоку, повітряне охолодження і короткий глушник вели до значно підвищеного рівня шумності, а окремий бензиновий опалювач відзначався невисокою надійністю, при нерегулярному обслуговуванні — навіть пожежонебезпечністю (недоліки, характерні і для багатьох інших автомобілів зі схожими технічними рішеннями).
Також, конструкція системи охолодження зумовила виникнення проблеми перегріву в спекотну погоду, яка особливо посилювалася в процесі зносу двигуна, коли його ребра вкривалися шаром мастила і прилиплого до нього пилу, а внаслідок зносу колінчастого вала збільшувався виток масла з корінних підшипників і воно гірше надходило до мастильного радіатора. Крім того, навіть незначне відхилення кута випередження запалювання від нормального значення призводило до сильного перегріву та втрати потужності двигуна.
Слід зазначити, що на автомобілях ЛуАЗ, де аналогічний за конструкцією двигун працював з більшим навантаженням, але краще обдувався потоком повітря, його перегрів спостерігався рідко.
Чотириступінчаста трансмісія була виконана у вигляді об'єднаного з двигуном компактного блоку (трансексла), і особливих нарікань не викликала. Синхронізатори були на II—IV передачах. На відміну від інших моделей радянських легкових автомобілів тих років, «Запорожець» мав підлоговий важіль перемикання передач, а не звичний тодішнім водіям на рульовій колонці.
Редуктор заднього моста розташовувався між двигуном і коробкою передач, привід коліс здійснювався за допомогою хитних півосей з одним карданним шарніром на кожній.
Передня підвіска була виконана за типом «Фольксвагена-Жука» — два поперечних торсіона, до кінців яких кріпилися чотири поздовжніх важелі, до яких за допомогою шкворневого вузла кріпилися поворотні кулаки передніх коліс.
Задня підвіска була, як на італійському прототипі, виконана на двох діагональних важелях за схемою з рухомими півосями. У процесі роботи такої підвіски в значних межах змінювалися колія і розвал задніх коліс, які при ході стиснення підвіски ставали «будиночком», а при відбої «підламувалися» під кузов, але на такий малошвидкісній машині, як «Запорожець», викликане цим погіршення керованості було менш значуще, порівняно з економічною вигодою від застосування такої простої і дешевої підвіски. На пізніших моделях «Запорожців» вона була замінена досконалішою конструкцією з «косими» А-подібними важелями і двома шарнірами на кожній з півосей.
Гальма барабанні. Гальмівні барабани були виготовлені із перлітового ковкого чавуну. Гальмівні колодки були виконані з азбесткаучукової маси і приклеєні спеціальним клеєм ВС-1ОТ. Колеса — бездискові, полегшеної конструкції, з посадковим діаметром 13" (вперше в СРСР, в ті роки навіть «Москвичі» мали 15-дюймові ободи). Шини були безкамерні, низького тиску, розміром 5,20-13. На деяких автомобілях першого випуску шини були встановлені з камерами.

## Модифікації

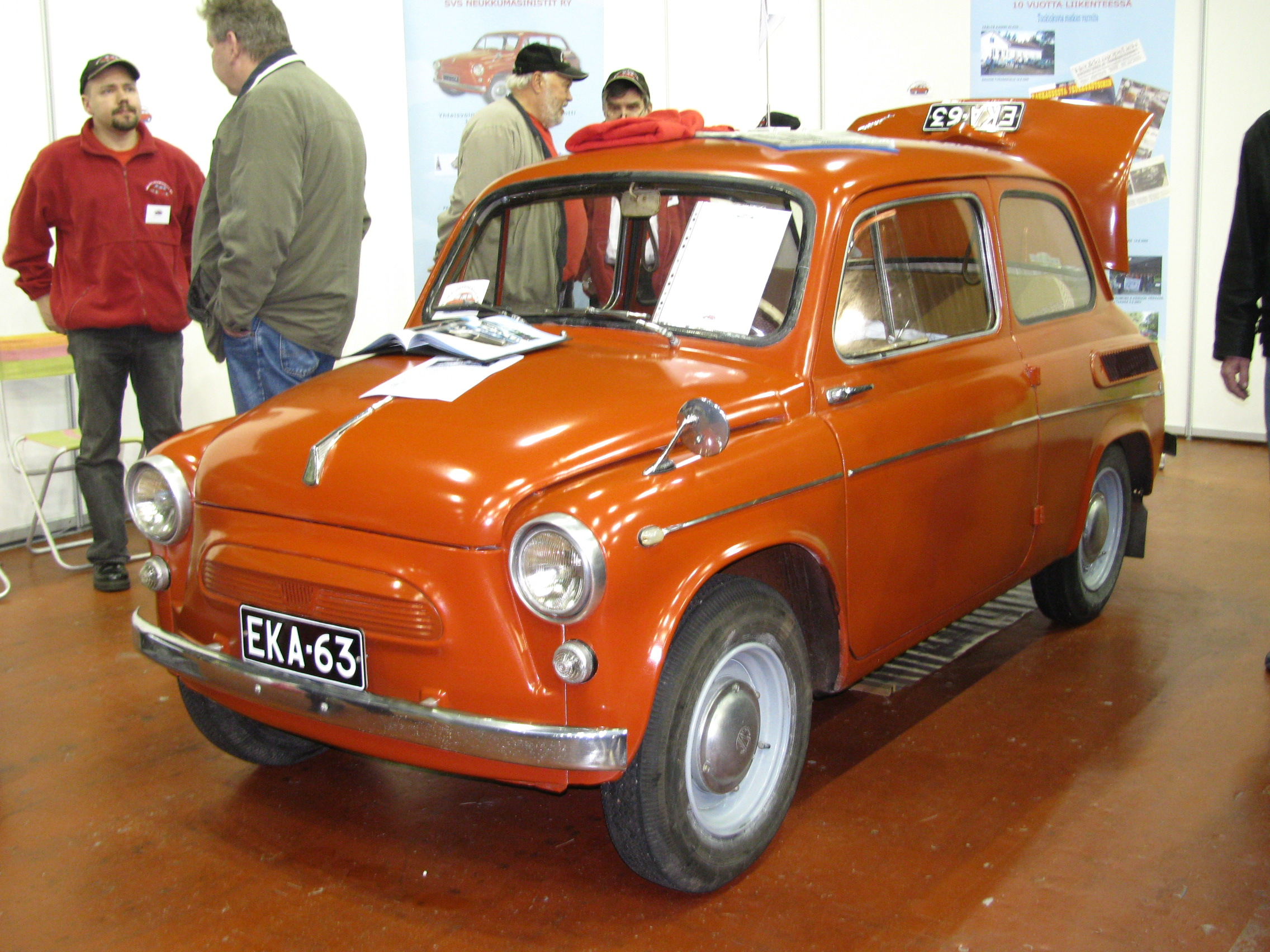
ЗАЗ-965AE

- 965А — модифікація ЗАЗ-965, що виготовлялась з 1962 по 1969 роки.
- 965АЕ — експортна модифікація, відрізнялася покращеним оздобленням салону і шумоізоляцією, а також попільничкою і радіоприймачем в стандартному оснащенні. Крім того, модифікація відрізнялася бічними похилими молдінгами, на деяких модифікаціях в кінці молдінга встановлювався шильдик «Jalta».
- 965Б/965АБ — модифікація, призначена для інвалідів з пошкодженими ногами і здоровими руками.
- 965АР — модифікація, призначена для інвалідів, що мають одну здорову руку і одну здорову ногу.
- 965П — пікап для внутрішньозаводського використання.
- 965С — автомобіль для збору листів з правим розташуванням керма.

### ЗАЗ-965А
У 1962 році ЗАЗ-965 був модернізований і в жовтні встав на конвеєр під назвою ЗАЗ-965А.
ЗАЗ-965 перетворювався на ЗАЗ-965А традиційно для радянського автопрома методом послідовних наближень — починаючи з жовтня 1962 року (двигун змінився на новий МеМЗ-966 потужністю 27 к.с. і робочим об'ємом 0,887 л) десь до квітня-травня 1963 року (була встановлена нова коробка передач з передавальними числами, зміненими під МеМЗ-966). З вересня 1963 року змінився капот. Номер почав розташовуватися вище, змінився корпус ліхтаря підсвічування номера. Замість прямокутного сітчастого отвору вище за номер для виходу повітря від двигуна з'явилася кишеня під номером. Зовнішні відмінності раннього «965А» від пізнього «965» — вузька вертикальна емблема з дніпрогесом, зник розчерк в кінці напису «Запрожець», з'явилися вентиляційні отвори в підштамповці передка. Втім все це теж напевно упроваджувалося поступово. На ЗАЗ-965А (теж найімовірніше не з початку виробництва) з'явилися повторювачі покажчиків повороту на бічній поверхні передніх крил.
У грудні 1965 року ЗАЗ-965А був модернізований, при цьому позначення моделі не змінилося. Машина отримала новий двигун МеМЗ-966А потужністю 30 к.с. при тому ж (0,877 л) робочому об'ємі. Змінилася панель передка — замість глибокої підштамповки з'явився опуклий рельєф з декількома вентиляційними отворами в центрі. Разом з підштамповкою пропав молдінг і напис «Запорожець». Пропав молдінг по центру кришки багажника. Емблема з дніпрогесом прийняла витягнуту вертикально п'ятикутну форму.
Автомобіль був знятий з виробництва в травні 1969 року. Роздрібна ціна на той момент становила 2200 карбованців.

### ЗАЗ-965С
Найбільш рідкісним і загадковим серійним виконанням першого «горбатого» «Запорожця» вважається спеціальний поштовий автомобіль модифікації «ЗАЗ-965С». Модифікація ЗАЗ-965 з правим розташуванням керма спочатку призначався для країн з лівостороннім рухом, але з годом завод випустив кілька партій автомобілів для потреб пошти СРСР на замовлення Міністерства зв'язку СРСР. Перед конструкторами було поставлене чітке завдання: побудувати зручний автомобіль для збору листів з поштових скриньок у великих містах величезної країни. Звичайні машини тих років мало підходили для подібної служби. Протягом робочого дня водієві доводилося залишати машину сотні разів, обходячи її, причому виходити доводилося відразу на проїздну частину, а це було досить небезпечно. Незвичайне «праворучне» розташування органів управління «ЗАЗ-965С» обумовлено саме прагненням максимально спростити процедуру вилучення листів: листоноша тепер виходив прямо на тротуар — біля самої поштової скриньки. 
Модифікація відрізнялася від базової моделі типом кузова фургон з заглушеними задніми вікнами, встановленою скринькою для кореспонденції замість заднього сидіння і, звісно, правим розташуванням керма. В грудні 1962 року була випущена перша партія ЗАЗ-965С кількістю 200 автомобілів. Всього з 1962 по 1963 рік було випущено 650 автомобілів. Вважається, що до теперішнього часу не вцілів жоден екземпляр цієї вкрай цікавої моделі, адже після завершення терміну експлуатації на пошті їх просто списували і різали на металобрухт.

## Цікаві факти

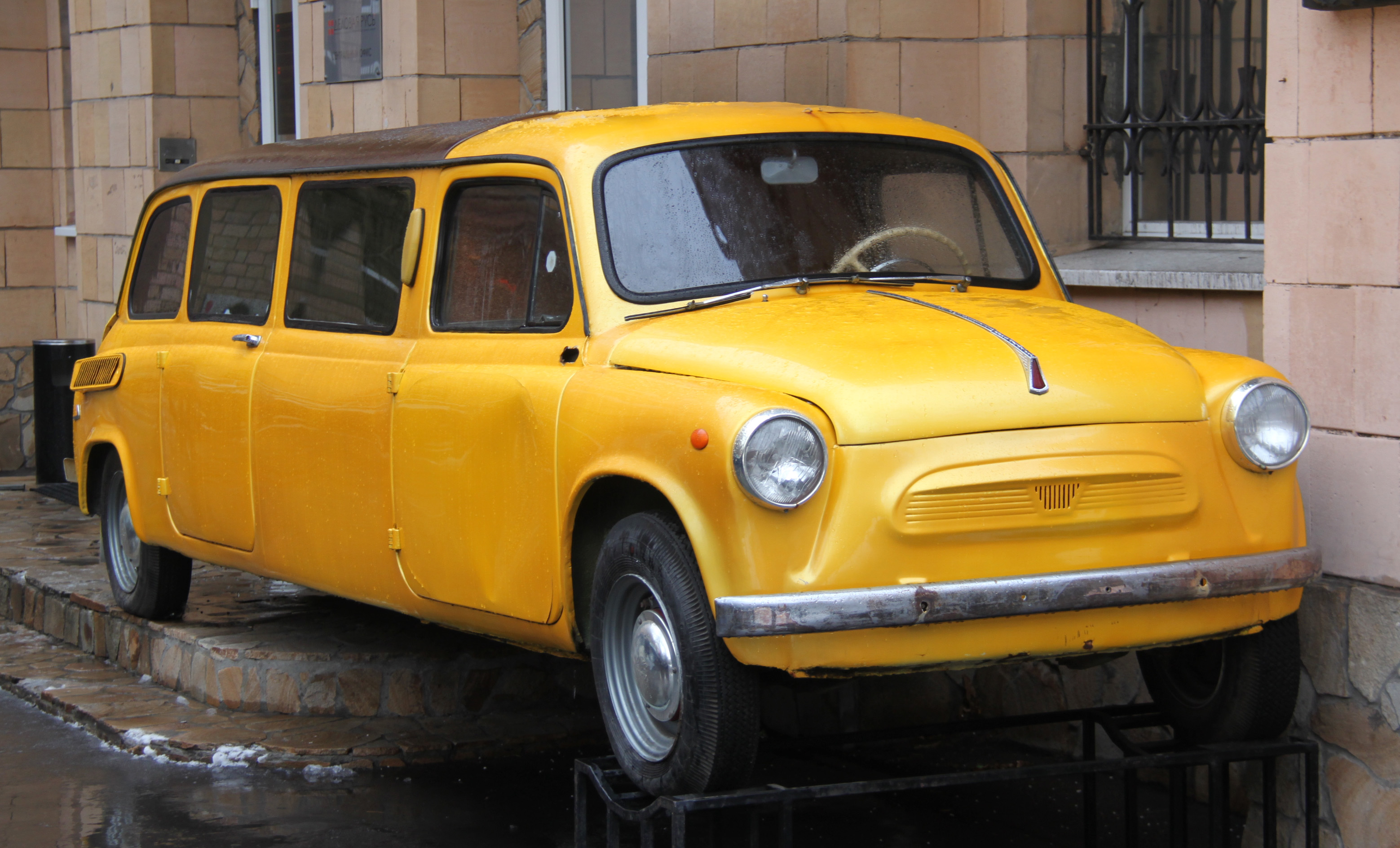
Лімузин на основі ЗАЗ-965 у Москві, 2014 рік.

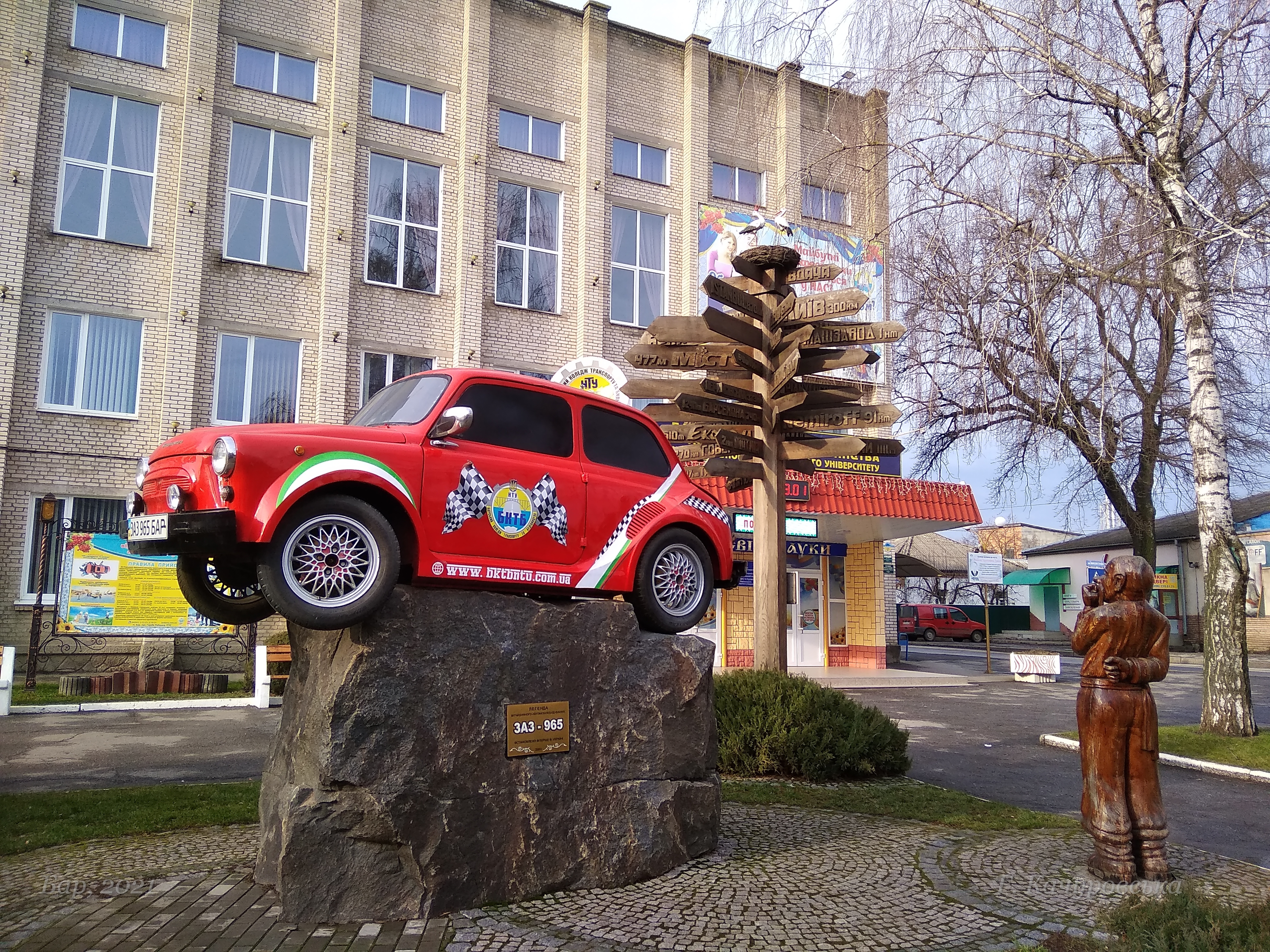
Пам'ятник у Барі

- У Москві зробили лімузин із ЗАЗ-965, станом на 2014 рік він розташовувався по вулиці Черняховського.
- Жалюзі повітрозабірники, так звані «Зябра», на ЗАЗ-965 мають ще одну назву, яка має цікаву історію. У процесі розробки, серед головних проблем автомобіля, був перегрів двигуна. Рішення знайшов один з конструкторів заводу «Комунар» (ЗАЗ), на прізвище Вассерман. Після випробувань, ідея була схвалена і після, за цією деталлю, закріпилося прізвисько «тертка Вассермана».
- Заднє і лобове скло на ЗАЗ-965 були взаємозамінними.
- На Вінниччині у м. Бар біля будівлі Барського коледжу транспорту та будівництва у 2001 році встановлений пам'ятник «Запорожцю». Раритетний автомобіль встановлено на постамент та йому зроблено яскравий тюнінг[4].
- ЗАЗ-965 – найдешевша модель української компанії перетворили на машину мрії за ціною Mercedes. За 8 років тюнінгу у проєкт вклали 60 000 євро[5].